# Savile Row

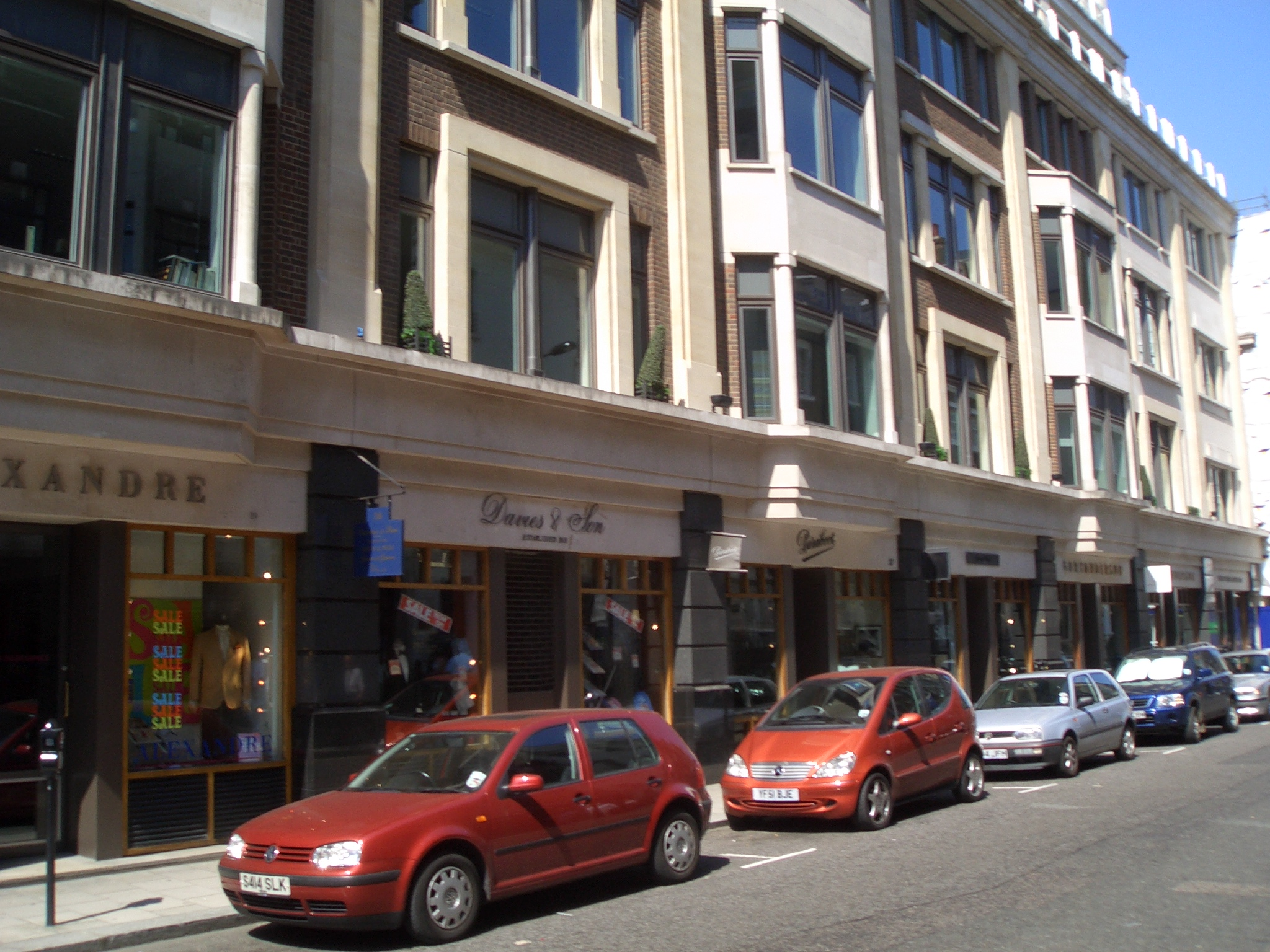
Savile Row

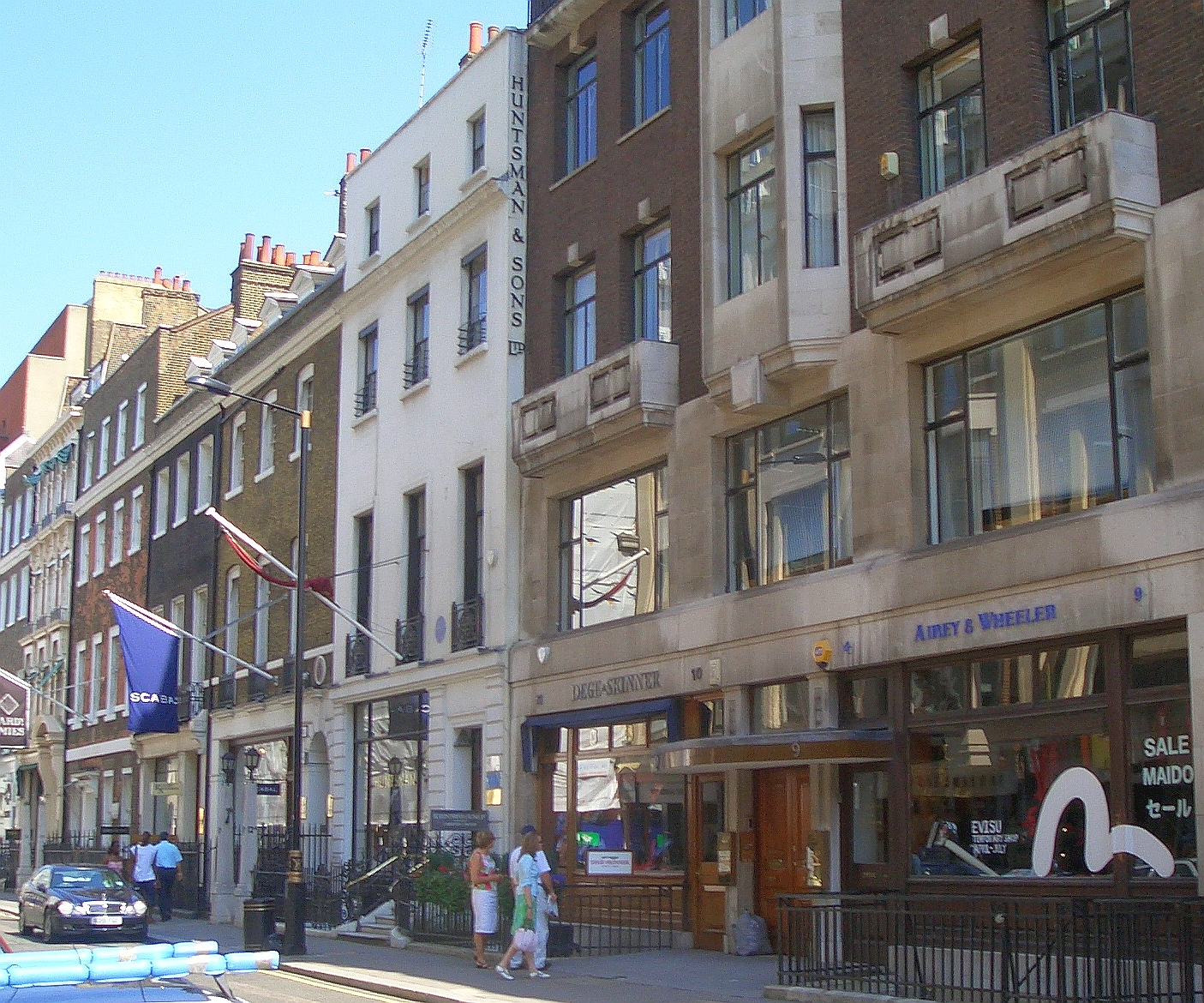
Savile Row

Savile Row is een straat in de Londense wijk Mayfair, die erom bekendstaat dat er veel kleermakers van maatkleding gevestigd zijn. De straat staat internationaal ook wel bekend als "the golden mile of tailoring".

## Geschiedenis
Savile Row ontstond tussen 1731 en 1735 als deel van het bouwproject Burlington Estate en werd vernoemd naar de vrouw van de derde graaf van Burlington, Lady Dorothy Savile. Oorspronkelijk liep de straat van Burlington Gardens (wat nu Vigo Lane is) tot Boyle Street, wat in 1937/38 werd uitgebreid tot Conduit Street. Aanvankelijk stonden er enkel huizen aan de oostkant; pas in de 19e eeuw werd ook de westelijke zijde bebouwd.
In het begin woonden hier vooral militairen met hun gezin; zo was William Pitt de Jongere een van de eerste bewoners van deze straat. Rond 1803 vestigden zich voor het eerst kleermakers in Savile Row. 
Door stijgende huurprijzen daalde het aantal kleermakers op Savile Row tot slechts 19 in 2006. Door aanhoudende bezorgdheid over het voortbestaan van de kleermakers, werd in 2004 de Savile Row Bespoke Association opgericht om de kleermakers voor de buurt te behouden.

## Kleermakerswinkels in Savile Row
Een overzicht van ondernemingen gevestigd op Savile Row:

### Cad & the Dandy
Cad & the Dandy is gelegen op 13 Savile Row.

### Chester Barrie
Chester Barrie is gevestigd op nummer 32. Chester Barrie is gespecialiseerd in confectie en 'semi-bespoke' kleding, dat zij in 1939 introduceerden op Savile Row.

### Dege & Skinner
Dege & Skinner, opgericht in 1865, staat bekend om zijn expertise in zowel militaire als civiele kleding. Het is gesitueerd op nummer 10 en is een familiebedrijf.

### Gieves & Hawkes
Gieves & Hawkes is een fusie tussen de kleermakerszaken Gieves (opgericht in 1785) en Hawkes (opgericht in 1771), die plaatsvond in 1974. Doordat de winkel gevestigd is op nummer 1, koketteert men in reclame met de slogan "Savile Row No. 1".
De zaak begon als leverancier van de Royal Navy, maar was de eerste kleermaker op Savile Row die confectiekleding in productie nam. Het is ook een van de weinige zaken op Savile Row die meerdere winkels uitbaat en dit niet alleen in het Verenigd Koninkrijk, maar ook in andere landen. In 2006 werd bekendgemaakt dat van de 6000 à 7000 pakken die jaarlijks aangemeten worden op Savile Row, er zo'n 700 van de hand van de kleermakers van Gieves & Hawkes kwamen.

### H. Huntsman & Sons
Henry Huntsman richtte zijn zaak op op nummer 11 in 1849 en kreeg in 1865 het predicaat van hofleverancier van de toenmalige Prins van Wales. Sinds de jaren 50 van de twintigste eeuw staat Huntsman bekend om zijn huisstijl van brede schouders en getailleerde heupen. Ook staat Huntsman algemeen bekend als de duurste zaak van Savile Row, met prijzen die beginnen vanaf ruim £3000.

### Henry Poole & Co.
Gesticht in 1806 op nummer 15, staat Henry Poole & Co. bekend als "The Founder of Savile Row", uitvinder van de smoking en wordt sinds de oprichting uitgebaat door één en dezelfde familie. In de beginjaren kwam het grootste deel van de winst voort uit het kleden van het Britse leger, wat zijn hoogtepunt kende ten tijde van de Slag bij Waterloo.

### Kilgour
Gesitueerd op nummer 8, werd het bedrijf in 1882 opgericht als T & F French. In 1923 fuseerde dat met een andere kleermaker van Savile Row, A.H. Kilgour en daardoor stond het tot 1937 bekend als Kilgour & French. Daarna werd kapitaal van de gebroeders Stanbury ingebracht, waardoor het bedrijf jarenlang bekendstond als Kilgour, French & Stanbury. In 2003 werd de bedrijfsnaam verkort tot Kilgour.

## Trivia
- Het Japanse woord voor pak, sebiro, dankt zijn oorsprong aan deze straat.[2]
- De kantoren van The Beatles' Apple Corps waren gevestigd op nummer 3 van Savile Row; naast The Beatles zelf namen ook artiesten als Badfinger en Mary Hopkin hier muziek op in de Apple Studios, die zich in de kelder bevonden. Tevens vond op het dak van het betreffende gebouw het legendarische laatste concert van The Beatles plaats. Dit optreden van 30 januari 1969, dat de geschiedenis inging als The Rooftop Concert, maakte deel uit van de Let It Be-sessies.